# 石井隆
石井隆（1946年7月11日—2022年5月22日）是日本漫画家、编剧、电影导演。出生于宫城县仙台市 。早稻田大学商学部毕业。真名石井秀紀  。

## 经历·人物
他的电影往往不止一次出现相同的演员，知名演员如竹中直人和椎名桔平，以及女演员如大竹忍和余貴美子都出现在他的几部电影中。
2022年5月22日晚7点53分在家中去世。

## 脚注
1. 1 2 3  日外アソシエーツ編集部 (编). . 日外アソシエーツ. 1997-04-21: 36. ISBN 4-8169-1423-4.
2. 1 2  . nikkansports.com.   [2022-06-12]. （原始内容存档于2022-06-27） （日语）.
3. ↑  『Fusion Product 創刊号』ふゅーじょんぷろだくと、1981年7月。PP134-135。